# Aristava
Aristava (hist. pol. Orwistów) – wieś na Litwie położona w rejonie kiejdańskim okręgu kowieńskiego, 8 km na  wschód od Kiejdan.

## Historia
Pierwsza wzmianka o Orwistowie pochodzi z 1371 roku. W XVIII wieku dobra te były dziedzictwem rodziny Zabiełłów herbu Topór. W 1803 roku Jerzy Zabiełło i jego kuzyn Onufry Zabiełło (syn Ignacego, kasztelana kowieńskiego) sprzedali Orwistów spokrewnionym z nimi braciom Samuelowi i Teodorowi Medekszom (byli oni synami ciotecznego brata Jerzego) za dwa tysiące czerwonych złotych holenderskich. Bracia przejęli również wszystkie ciążące na majątku długi. W skład majątku wchodziło miasteczko, karczma, dwa młyny i wsie: Dylgi, Kotki, Żyrenie, Miedwiedy, Skierdyki, Popławki i Plupy.
Orwistów pozostawał w rękach rodziny Medekszów do 1940 roku. Przed I wojną światową miał powierzchnię około 500 dziesięcin. Ostatnim właścicielem tej spuścizny był Stefan Medeksza (1882–1962).
| rok  | liczba ludności |
| ---- | --------------- |
| 1959 | 68              |
| 1970 | 104             |
| 1974 | 404             |
| 1979 | 588             |
| 1984 | 593             |
| 1989 | 606             |
| 2001 | 643             |
| 2011 | 489             |

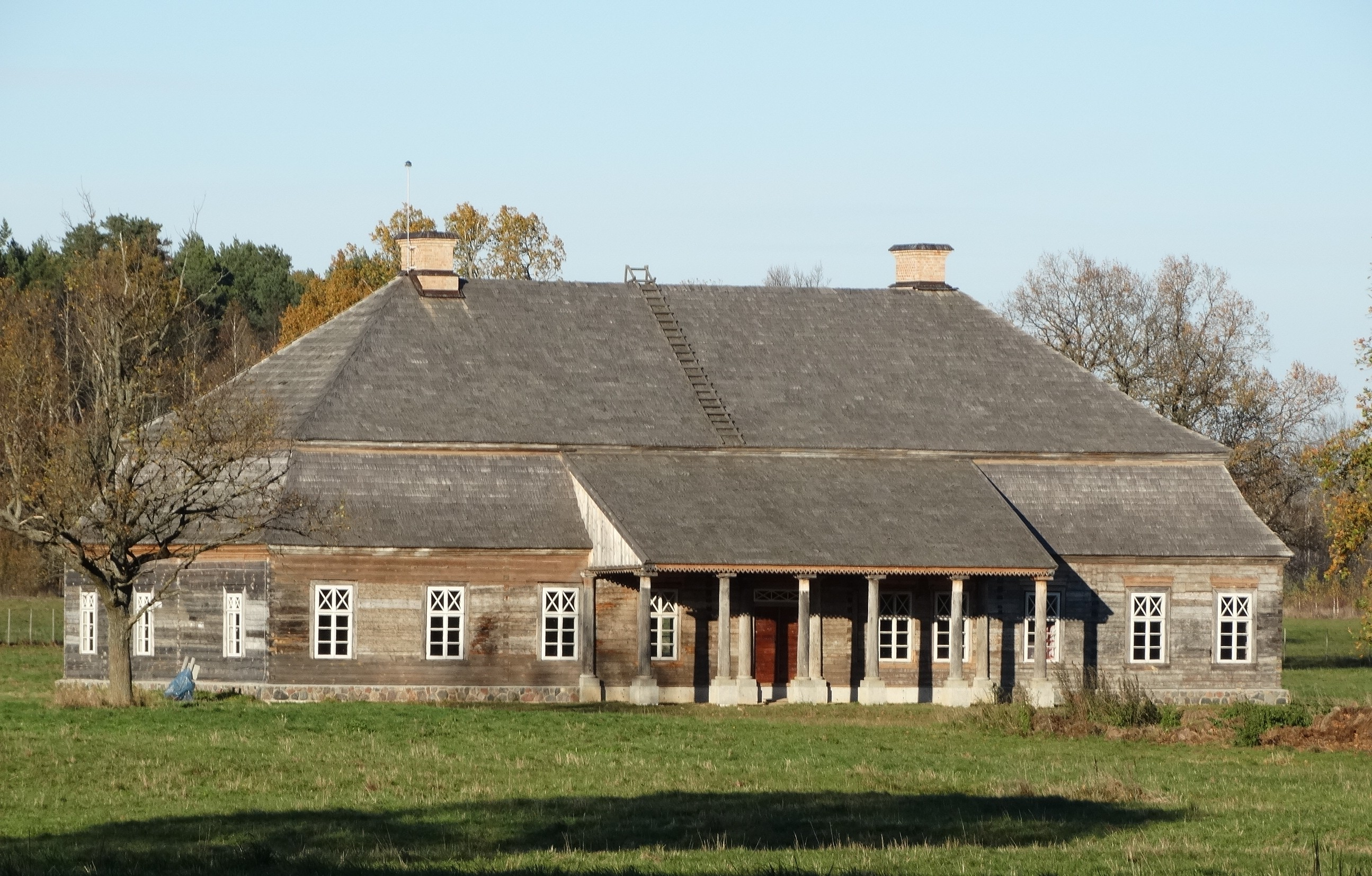
Dwór Medekszów, 2014

Po III rozbiorze Polski w 1795 roku Orwistów, wcześniej wchodzący w skład województwa trockiego Rzeczypospolitej, znalazł się na terenie ujezdu kowieńskiego guberni litewskiej, a następnie wileńskiej i kowieńskiej Imperium Rosyjskiego. W drugiej połowie XIX wieku należał do parafii Kiejdany. Od 1920 roku Orwistów należy do Litwy, która w okresie 1940–1990, jako Litewska Socjalistyczna Republika Radziecka, wchodziła w skład ZSRR. W okresie sowieckim (do 1952 roku) miejscowość funkcjonowała pod nazwą Lukia.
W 1764 roku gen. Zabiełło wzniósł tu kaplicę katolicką Jezusa Chrystusa. W kaplicy tej w XIX wieku grzebano członków rodziny Medekszów.
Nad rzeką Abelą w miasteczku stał (przed I wojną światową) również dwór będący w XVIII wieku własnością rodziny Dębskich, później, do 1863 roku, w rękach rodziny Gintowtów.
W 1865 roku powstała tu pierwsza szkoła podstawowa, która z czasem w latach 1993–2012 funkcjonowała jako gimnazjum. Od 1947 roku działa tu biblioteka, od 1967 roku – dom kultury. W czasach sowieckich, od 1949 roku, w centrum miejscowości istniał kołchoz. W 1970 roku ukończono osuszanie okolic – był to pierwszy, całkowicie osuszony kołchoz w republice, co upamiętnia stojący tu pomnik. 

## Dwór Zabiełłów i Medekszów
Najprawdopodobniej tutejszy dwór został wzniesiony w pierwszych dziesięcioleciach XVIII wieku, zanim majątek przeszedł w ręce Zabiełłów. Parterowy, modrzewiowy dwór zbudowano na obszernych i wysokich piwnicach. Został zaprojektowany na planie szerokiego prostokąta, był kryty wysokim, łamanym, czterospadowym dachem. 
Dwór w prawie niezmienionej formie zewnętrznej (mimo trzykrotnej przebudowy) stoi do dziś. Jest to jedyny tego typu budynek zachowany na Litwie. Jego jedenastoosiowa elewacja frontowa urozmaicona jest przez centralny, sześciokolumnowy ganek zwieńczony płaskim daszkiem, na sposób charakterystyczny dla wielu polskich siedzib ziemiańskich na północno-wschodnich kresach Rzeczypospolitej. Tylna elewacja ma jedynie okna. W XIX wieku wszystkie ściany zewnętrzne oszalowano pionowymi deskami. 
Układ wnętrz był dwutraktowy. Trakty były rozdzielone wąskim, ciemnym korytarzem. W korytarzu tym były paleniska wszystkich pieców ogrzewających pokoje obu traktów. Wśród dwunastu pokoi były m.in.: sień, salon, saloniki, pokoje gościnne, pokój paradny, dwie sypialnie i biblioteka oraz wielka sala jadalna o powierzchni 60 m² i wysokości 4 m, bogato dekorowana i umeblowana.
Przed dworem rozciągał się wielki kolisty gazon obsadzony trawnikiem i dekoracyjnymi roślinami, przecięty w pół przez ścieżkę prowadzącą wprost do wejścia. Po obu stronach domu rosły kasztany, nieco dalej grupa świerków srebrzystych. Po lewej stronie dworu stał, nieistniejący już w XIX wieku lamus, pochodzący z tej samej epoki co dom mieszkalny. Za domem rozciągał się sad owocowy, zamknięty niegdyś kwadratem alei lipowych. Dalej, po lewej stronie ogrodu wznosiły się zabudowania gospodarcze.
W 1940 roku majątek został skonfiskowany przez władze radzieckie. Urządzono tu mieszkania pracowników kołchozu. Większe pokoje podzielono na mniejsze, w niektórych z nich trzymano trzodę chlewną. W 1980 roku budynek przekazano Litewskiemu Muzeum Ludowemu. Ze względu na jego stan został w 1987 roku rozebrany, a w 2010 roku odtworzony w nieco innym miejscu.
Majątek Orwistów został opisany w 3. tomie Dziejów rezydencji na dawnych kresach Rzeczypospolitej Romana Aftanazego.